# Radio Galega Música
Radio Galega Música es una emisora pública gallega integrada en la Corporación Radio y Televisión de Galicia que comenzó a emitir el 3 de marzo de 2004 por FM e internet.

## Características
Emite en formato de radiofórmula, aunque su programación también incluye clases para adultos y gallego, además de programas de difusión musical, como música clásica Lume na palleira.
Desde el cambio de dirección en 2009, la presencia en la emisora de grupos y cantantes en lengua gallega se ha reducido, ocupando menos de un tercio del tiempo de emisión en 2021. Este hecho ha envuelto a la emisora en una polémica, al considerar algunos políticos grupos que no se está cumpliendo el artículo tercero de los propios estatutos de la CRTVG.

## Imagen corporativa

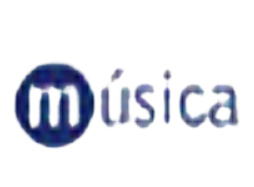
Logo usado desde 2004 hasta 2006.
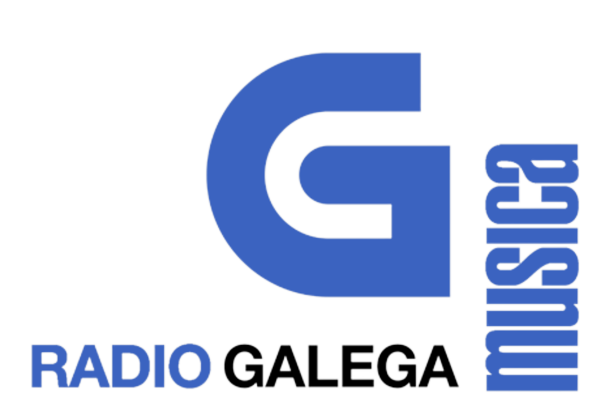
Logo usado desde 2006 hasta 2019.
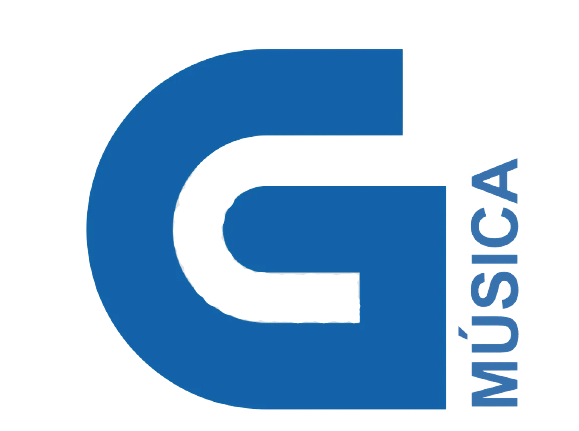
Logo usado desde 2019.

## Frecuencias
Provincia de La Coruña
- La Coruña: 92.1 FM
- Ferrol: 106.3 FM
- Santiago de Compostela: 104.2 FM
- Serra do Xistral: 100.2 FM [n. 1]

 Provincia de Lugo
- Centro da Provincia de Lugo: 96.6 FM
- Lugo: 106.2 FM
- Páramo: 100.6 FM
- Serra do Xistral: 100.2 FM [n. 1]

 Provincia de Orense
- Orense: 95.6 FM

 Provincia de Pontevedra
- Pontevedra: 101.4 FM
- Vigo: 90.8 FM
- Monte Xiabre: 88.0 FM

1. 1 2  Emisión para la Provincia de La Coruña y la Provincia de Lugo.